# Ausgehöhltes Dodekaeder
|  | Dieser Artikel wurde auf der Qualitätssicherungsseite des Portals Mathematik eingetragen. Dies geschieht, um die Qualität der Artikel aus dem Themengebiet Mathematik auf ein akzeptables Niveau zu bringen. Bitte hilf mit, die Mängel dieses Artikels zu beseitigen, und beteilige dich bitte an der Diskussion! (Artikel eintragen) |

3D-Ansicht eines ausgehöhlten Dodekaeders

Das ausgehöhlte Dodekaeder ist ein konkaves Polyeder, das sich aus 60 gleichseitigen Dreiecken zusammensetzt und zu den Sternkörpern zählt.
20 der insgesamt 32 Ecken sind identisch mit denen eines Dodekaeders, das die konvexe Hülle des Sternkörpers bildet. Die übrigen innen liegenden 12 Ecken bilden die Eckpunkte eines Ikosaeders.

## Entstehung
Von einem Dodekaeder (Seitenlänge {\displaystyle a}) werden zwölf Fünfeckpyramiden ({\displaystyle J_{2}}), deren Grundflächen kongruent mit den Begrenzungsflächen des Dodekaeders sind, subtrahiert.
Weiterhin ist dieses Polyeder eines (Bez.: Ef1g1) der 59 möglichen „Sternungen“ des Ikosaeders.

## Verwandte Polyeder

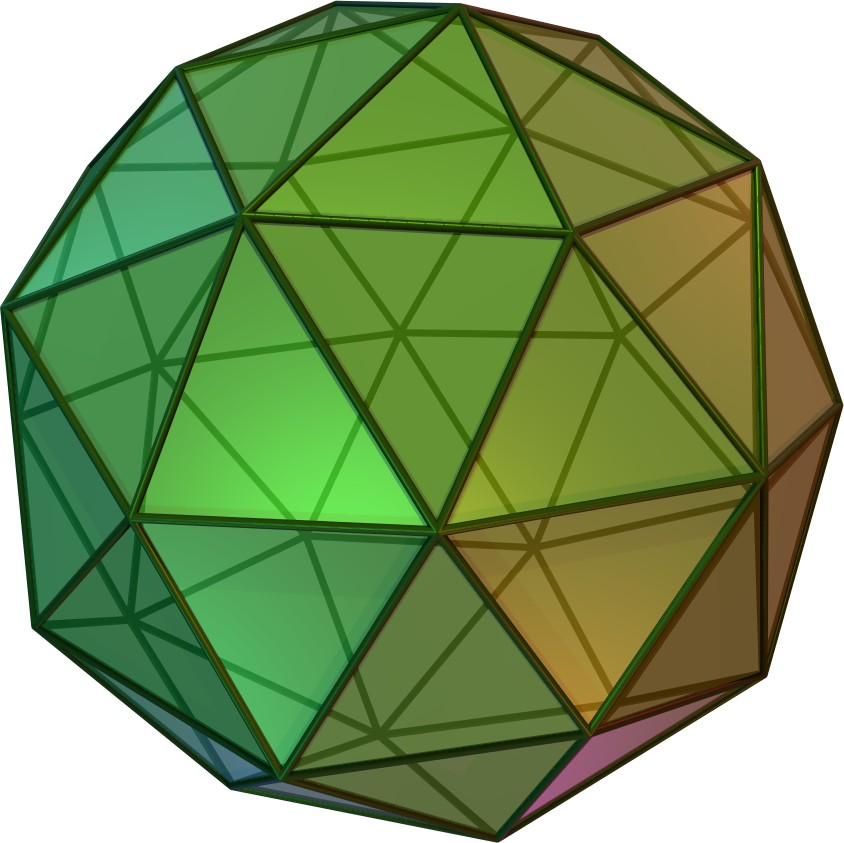
Pentakisdodekaeder
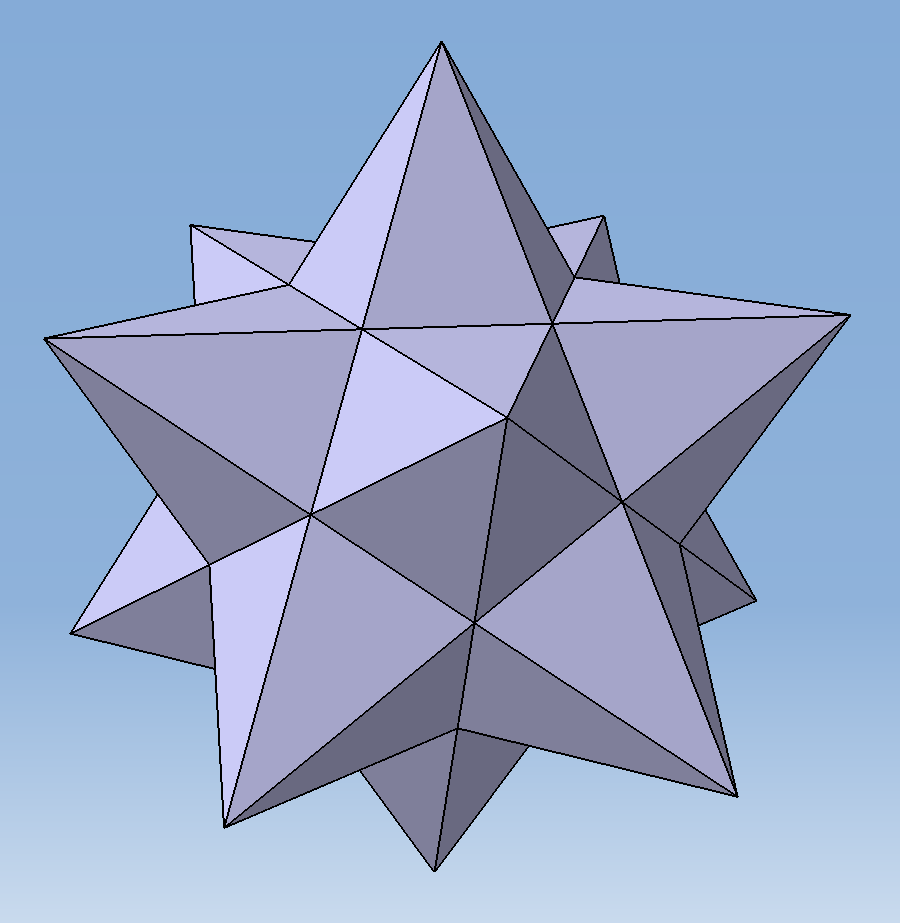
Dodekaederstern
Dodekaeder (konvexe Hülle)
Ikosaeder (Kern)

Gleichwertig zum ausgehöhlten Dodekaeder – in Bezug auf Flächen-, Ecken- und Kantenanzahl – sind das Pentakisdodekaeder und der Dodekaederstern, deren Pyramiden jedoch nach außen anstatt nach innen gerichtet sind und verschiedene Seitenlängen aufweisen.

## Formeln
| Größen eines ausgehöhlten Dodekaeders mit Kantenlänge a | Größen eines ausgehöhlten Dodekaeders mit Kantenlänge a         | Größen eines ausgehöhlten Dodekaeders mit Kantenlänge a |
| ------------------------------------------------------- | --------------------------------------------------------------- | ------------------------------------------------------- |
| Volumen                                                 | {\displaystyle V={\frac {5}{4}}a^{3}\left(1+{\sqrt {5}}\right)} |                                                         |
| Oberflächeninhalt                                       | {\displaystyle A_{O}=15a^{2}{\sqrt {3}}}                        |                                                         |
| Pyramidenhöhe                                           | {\displaystyle k=a{\sqrt {\frac {5-{\sqrt {5}}}{10}}}}          |                                                         |
| Ikosaederkantenlänge                                    | {\displaystyle b={\frac {a}{2}}\left({\sqrt {5}}-1\right)}      |                                                         |
| 1. Flächenwinkel ≈ 138° 11′ 23″                         | {\displaystyle \cos \,\alpha _{1}=-{\frac {1}{3}}{\sqrt {5}}}   |                                                         |
| 2. Flächenwinkel ≈ 41° 48′ 37″                          | {\displaystyle \cos \,\alpha _{2}={\frac {1}{3}}{\sqrt {5}}}    |                                                         |